# Valcebollère
Valcebollère település Franciaországban, Pyrénées-Orientales megyében. Lakosainak száma 35 fő (2022. január 1.). Valcebollère Queralbs, Toses, Planoles, Err, Osséja és Palau-de-Cerdagne községekkel határos.

## Népesség
A település népessége az elmúlt években az alábbi módon változott:
| Lakosok száma | 45   | 42   | 44   | 42   | 40   | 38   | 36   | 35   | 35   |
|               | 2013 | 2015 | 2016 | 2017 | 2018 | 2019 | 2020 | 2021 | 2022 |